# Ellison Bay (Wisconsin)
Ellison Bay es un lugar designado por el censo (en inglés, census-designated place, CDP) ubicado en el condado de Door, Wisconsin, Estados Unidos. Según el censo de 2020, tiene una población de 249 habitantes.

## Geografía
La localidad está ubicada en las coordenadas 45°15′19″N 87°4′22″O / 45.25528, -87.07278. Según la Oficina del Censo de los Estados Unidos, Ellison Bay tiene una superficie total de 6.89 km², correspondientes en su totalidad a tierra firme.

## Demografía
Según el censo de 2020, hay 249 personas residiendo en Ellison Bay. La densidad de población es de 36 hab./km². El 95.6% de los habitantes son blancos, el 0.4% es amerindio, el 0.8% son asiáticos y el 3.2% son de una mezcla de razas. Del total de la población, el 1.2% son hispanos o latinos de cualquier raza.